# Страсти Христовы (фильм)
«Стра́сти Христо́вы» (англ. The Passion of the Christ) — евангельская драма, снятая Мелом Гибсоном и повествующая о событиях, непосредственно предшествующих распятию Иисуса Христа. Один из самых кассовых фильмов с рейтингом R за всю историю.
Фильм рассказывает о последних 12 часах жизни Иисуса, начиная с Моления о чаше и заканчивая кратким описанием Его Воскресения. Также изображены некоторые воспоминания Иисуса, где Он предстаёт как Ребенок, как Молодой Человек со Своей Матерью, давая Нагорную проповедь, обучая Двенадцать апостолов, а также на Тайной вечере. Диалоги в фильме полностью ведутся на реконструированном арамейском и латыни с закадровым переводом или субтитрами.
Фильм снимался в городе Матера и городе-призраке Крако, Чинечитта, Рим.

## Сюжет
Фильм начинается в Гефсиманском саду, когда Иисус молится об избавлении от страданий, дьявол искушает Его. В это время Иуда Искариот, ученик Христа, предав Его за тридцать сребреников, движется к Гефсимании с солдатами Храмовой стражи, чтобы арестовать Учителя. Ученики просыпаются, Пётр достаёт заранее приготовленный меч и отсекает ухо Малху, одному из солдат. Но Христос останавливает его и исцеляет Малха. Ученики в страхе разбегаются. Далее Христа отводят в Синедрион, так как надо провести суд, соблюдая законность.
Тем временем Иоанн, самый молодой ученик Христа, рассказывает Марии (Матери Христа) и Марии Магдалине об аресте, а Пётр наблюдает за Иисусом издалека. Первосвященники Анна и Каиафа на суде осуждают Христа на смерть. Теперь требуется разрешение римских властей в лице прокуратора Иудеи Понтия Пилата, и утром Христа ведут к нему. Но Пилат, узнав, что Иисус из области, подвластной Ироду Антипе, отсылает Его к тетрарху. Тот просит ради забавы показать ему одно из чудес, о которых он так много слышал, но Иисус молчит, и Ирод прогоняет Его, не признав виновным.
После Его возвращения Пилат предлагает народу наказать Иисуса, а после отпустить, так как у его жены Клавдии был сон об Иисусе. Пилат даёт толпе шанс освободить Христа по случаю праздника, но собравшиеся требуют освободить разбойника-убийцу Варавву. Христа бичуют и надевают Ему на голову терновый венец. Пилат вновь предлагает толпе отпустить Иисуса, спрашивая: «Взгляните на Него. Разве этого недостаточно?». Толпа требует распятия, в связи с чем Пилат «умывает руки» и отправляет Христа на казнь.
Иисус идёт по «Пути Скорби» к Голгофе, месту казни.  Иисус не может больше нести крест, тогда солдат стражи выбирает из толпы крестьянина Симона, который случайно проходит мимо, и они вместе несут крест. В пути девушка Вероника умывает ему лицо. Дойдя до места, солдаты прибивают руки и ноги Христа к кресту и поднимают его вместе с двумя другими казнёнными разбойниками. Иисус молится за них. К одному из разбойников подлетает ворон и выклёвывает глаз. Когда Иисус умирает, слеза Отца Небесного падает на землю и начинается ливень. Землетрясение раскалывает Храм. Это видит Каиафа. Дьявол кричит в аду.
Один из священников Иосиф Аримафейский, Касий Лонгин, ученик Иоанн, двое римских солдат и Мария Магдалина снимают Иисуса с креста и кладут на руки его Матери Марии. Фильм заканчивается сценой Воскресения Христа.

## В ролях
- Джеймс Кэвизел — Иисус из Назарета
- Майя Моргенштерн — Мария
- Христо Живков — Иоанн
- Моника Беллуччи — Мария Магдалина
- Франческо Де Вито[итал.] — Пётр
- Маттиа Сбраджа[англ.] — Каиафа
- Тони Берторелли[англ.] — Анна
- Лука Лионелло — Иуда Искариот
- Христо Шопов — Понтий Пилат
- Розалинда Челентано — Сатана
- Клаудия Джерини — Клавдия Прокула
- Лука Де Доминичис[англ.] — Ирод Антипа
- Чокри Бен Загден — Иаков Зеведеев
- Джаррет Мерц[нем.] — Симон Киринеянин
- Серджио Рубини — Дисмас
- Франческо Кабрас[англ.] — Гестас
- Джованни Капальбо[итал.] — Лонгин Сотник
- Роберто Бестацони — Малх
- Сабрина Импаччиаторе — Серафия
- Пьетро Сарубби[итал.] — Варавва
- Мэтт Патрези — Янус

## Темы
В книге «Страсти: Фото из фильма „Страсти Христовы“» Гибсон говорит: «Это фильм о любви, надежде, вере и прощении. Он [Иисус] умер для всего человечества, пострадал за нас всех. Настало время вернуться к этому основному посланию. Мир сошёл с ума. Мы все могли бы чувствовать немного больше любви, веры, надежды и прощения».

## Съёмки
Во время съёмок актёр Джим Кевизел получил массу травм: из-за многослойного грима его тело покрылось волдырями, из-за которых он не мог уснуть, его дважды ударили хлыстом, он вывихнул плечо, получил кровоподтёки под глазами и удар молнией (создателя спецэффекта Яна Микелини, который сотворил молнию, в титрах окрестили как "Мальчик-молния"). После съёмок и завершения фильма он был госпитализирован.
Крест, который Кевизел нёс на Голгофу, весил около 70 килограммов. Актриса Розалинда Челентано дважды падала в обморок. По словам Гибсона, несколько раз съёмки останавливались из-за нервных срывов актрисы. Хотя съёмки проходили зимой, актёр был одет только в львиную шкуру. Часто ему становилось так холодно, что он не мог говорить — его замёрзшее лицо приходилось отогревать, чтобы он мог шевелить губами.

### Новый Завет
По словам режиссёра Мела Гибсона, основным источником для сценария являются четыре Евангельских повествования о страданиях Христа. Фильм также опирается на другие тексты Нового Завета. Слова «Я творю всё новое», сказанные Иисусом в фильме, содержатся в книге Откровения Иоанна Богослова.

### Ветхий Завет
Фильм начинается с эпиграфа из ветхозаветной книги пророка Исаии, которая считается в христианском учении основным ветхозаветным пророчеством о Христе. В первой сцене в Гефсиманском саду Иисус попирает змею (отсылка к третьей главе Книги Бытия). На протяжении фильма Иисус цитирует Псалмы, в том числе случаи, не описанные в Новом Завете.

## Языки повествования
По замыслу режиссёра, фильм должен был быть снят на древних языках, чтобы частично сохранить эффект неожиданности в хорошо известной зрителю истории. Сценарий был написан на английском языке, а затем переведен на народную латынь, древнееврейский и реконструированный арамейский языки Уильямом Фулько, иезуитом и преподавателем католического Университета Лойола Мэримаунт. Хотя лингва франка региона был греческий, предпочтение было отдано латыни, чтобы зрителю было проще отличить римскую и семитскую речь. Фулько намеренно ввёл в перевод ошибки в произношении и окончаниях латинских слов в репликах людей, для которых этот язык не был родным.
Первоначально Мел Гибсон хотел отказаться от субтитров, однако оставил их по настоянию прокатчиков.

## Оценки
Ещё до выхода на экраны фильм вызвал большую полемику. Высказывались опасения, что он может спровоцировать антисемитские настроения, особенно среди мусульман на Ближнем Востоке. Власти Малайзии разрешили показ фильма только для христиан. Для этого билеты было разрешено продавать исключительно в христианских церквях, входящих в Национальное евангельское христианское братство Малайзии. Кроме запрета на просмотр мусульманами, власти также запретили рекламу фильма.

## Факты о фильме
- Когда Джеймс участвовал в кастинге, он был полностью уверен, что будет сниматься в фильме, посвящённом виндсёрфингу. Впрочем, узнав, что ему доверили роль Иисуса, он не отказался от съёмок.
- Майя Моргенштерн, исполнившая роль матери Иисуса, во время съёмок была беременна. Она тщательно скрывала эту новость от всей съёмочной группы. В момент, когда всё выяснилось, заменить актрису уже не представлялось возможным.
- В первый же день показа картины, во время сцены распятия, потеряла сознание 56-летняя жительница США Пегги Скотт. Чуть позднее она скончалась в одной из больниц Канзаса.
- Отличительной особенностью фильма является отсутствие каких бы то ни было стартовых титров. Всю информацию о фильме можно почерпнуть лишь в финальных титрах.
- Сцены распятия были сняты в городе Матера на юге Италии, недалеко от того места, где Пьер Паоло Пазолини в 1965 году снимал «Евангелие от Матфея».
- Мел Гибсон — католик-традиционалист. Он не согласен с Ватиканом по вопросу языка, на котором должны проводиться богослужения, считая таким языком исключительно латынь. Дочь Мела Гибсона Ханна в 2002 году даже заявила, что желает стать монахиней.
- Гибсон знал, что ему понадобятся лучшие в мире специалисты по гриму, чтобы сделать сцены бичевания и распятия как можно более реалистичными. Для съёмок этих эпизодов фильма исполнителя главной роли ежедневно гримировали в течение семи часов.
- В фильме гвозди проходят сквозь ладони Иисуса, на Туринской плащанице же — сквозь запястья. Гвозди сквозь ладони не смогут выдержать вес тела распятого. Именно поэтому руки наказуемого фиксируют веревкой в районе предплечий, под ноги же устанавливается небольшая площадка.
- В фильме сотник Абенадер использует стремена (это наиболее заметно, когда лошадь поднимается на дыбы). На самом деле, римляне в первой половине I века н. э. ещё не умели пользоваться стременами.

## Продолжение
В июне 2016 года было объявлено о том, что Мел Гибсон работает над сиквелом «Страстей Христовых», в котором основное внимание будет уделено воскресению Иисуса. Над сценарием работает Рэндалл Уоллес, который ранее написал «Храброе сердце» (1995). Гибсон выразил заинтересованность к постановке фильма. Он также сказал, что фильм выйдет через несколько лет, так как это большой проект. Гибсон подтвердил, что название фильма будет «Воскресение» (англ. The Resurrection) и дал понять, что часть кинокартины будет происходить в аду, заявив, что фильм будет исследовать, что произошло в трёхдневный период между смертью Иисуса и его возвращением. Он также обмолвился, что фильм, скорее всего, будет только примерно через три года, потому что это очень большое дело. В январе 2018 года Джеймс Кэвизел подтвердил, что вернётся к своей роли Иисуса и в продолжении. Начало съемок запланировано на август 2025 г.